# Lanans
Lanans ist eine französische Gemeinde mit 162 Einwohnern (Stand: 1. Januar 2022) im Département Doubs in der Region Bourgogne-Franche-Comté.

## Geographie
Lanans liegt auf 511 m, neun Kilometer südöstlich von Baume-les-Dames und etwa 33 Kilometer ostnordöstlich der Stadt Besançon (Luftlinie). Das Dorf erstreckt sich im Jura, auf dem Plateau zwischen dem Tal des Cusancin und dem Höhenrücken von Grand Bois.
Die Fläche des 10,05 km² großen Gemeindegebiets umfasst einen Abschnitt des französischen Juras. Der Hauptteil des Gebietes wird von der Hochfläche eingenommen, die sich zwischen dem Tal des Cusancin und dem Höhenrücken des Grand Bois ausdehnt, durchschnittlich auf 500 m liegt und leicht gewellt ist. Sie besteht überwiegend aus Acker- und Wiesland, zeigt aber auch einige größere Waldflächen. Das Plateau besitzt keine oberirdischen Fließgewässer, weil das Niederschlagswasser im verkarsteten Untergrund versickert. Beim Dorf beginnt ein Trockental, das topographisch zum Einzugsgebiet des Cusancin gehört. Gegen Süden steigt das Gelände allmählich an und reicht auf die Terrasse des Bois Brûlé (600 m). Die südliche Grenze verläuft auf dem bewaldeten Höhenrücken, der sich vom Grand Bois ostwärts zum Grand Rocher hinzieht. Hier wird mit 680 m die höchste Erhebung von Lanans erreicht.
Nachbargemeinden von Lanans sind Montivernage und Cusance im Norden, Servin im Osten, Ouvans und Courtetain-et-Salans im Süden sowie Vaudrivillers im Westen.

## Geschichte
Durch das Gebiet von Lanans führte zur Römerzeit ein wichtiger Verkehrsweg, der die Verbindung zwischen Vesontio (Besançon) und dem Oberrhein herstellte. Im Mittelalter gehörte Lanans zur Herrschaft Clerval, die im 14. Jahrhundert unter die Oberhoheit der Grafen von Montbéliard kam. Zusammen mit der Franche-Comté gelangte das Dorf mit dem Frieden von Nimwegen 1678 an Frankreich.

## Sehenswürdigkeiten

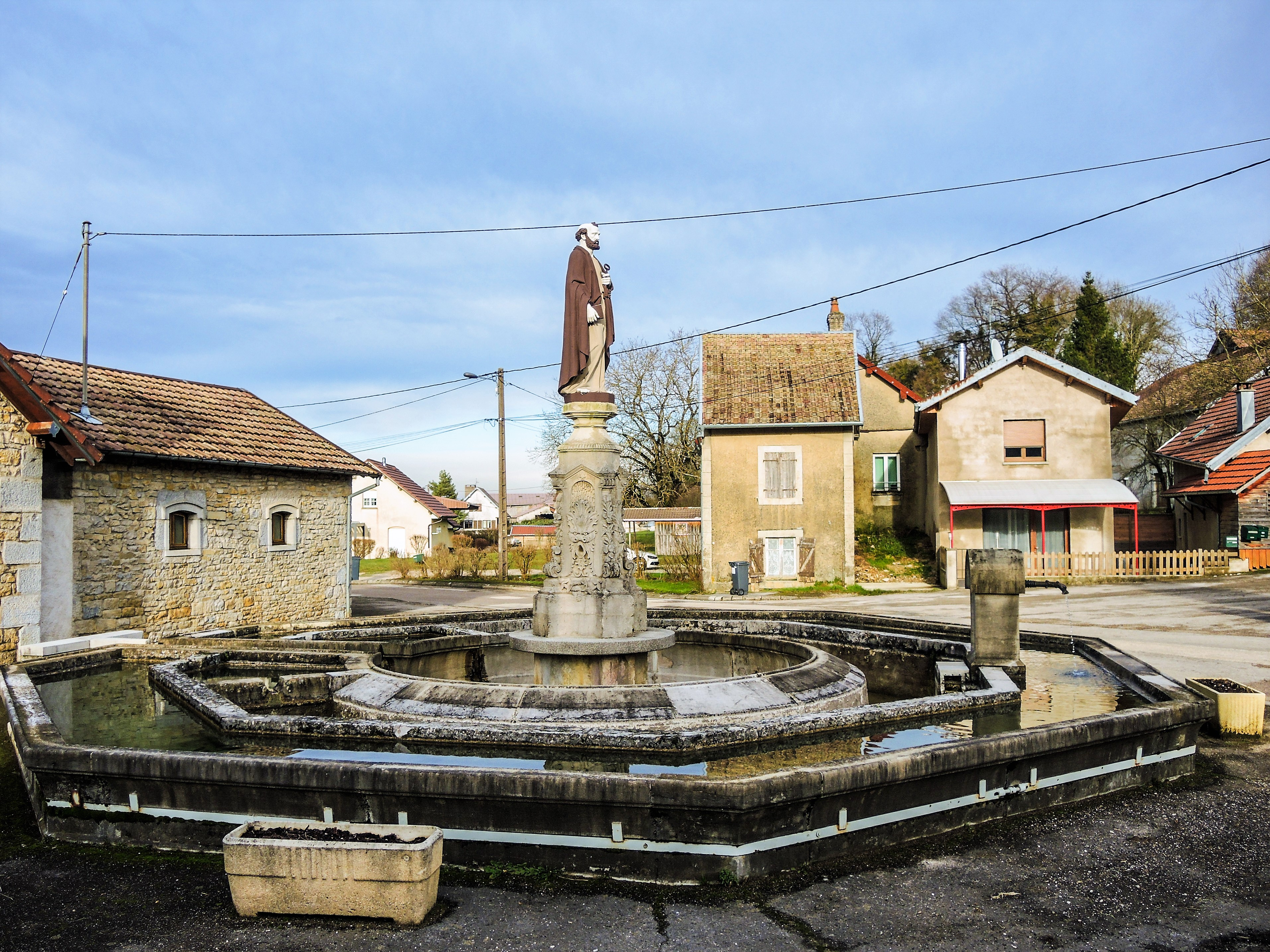
Achteckiger Brunnen in der Ortsmitte

Der Herrschaftssitz, der ursprünglich aus dem 14. Jahrhundert stammte, wurde im 17. Jahrhundert restauriert und umgestaltet.

## Bevölkerung
| Jahr                       | 1962 | 1968 | 1975 | 1982 | 1990 | 1999 | 2005 | 2016 |
| Einwohner                  | 153  | 153  | 129  | 115  | 92   | 108  | 132  | 167  |
| Quellen: Cassini und INSEE |      |      |      |      |      |      |      |      |

Mit 162 Einwohnern (Stand 1. Januar 2022) gehört Lanans zu den kleinsten Gemeinden des Départements Doubs. Nachdem die Einwohnerzahl in der ersten Hälfte des 20. Jahrhunderts abgenommen hatte (1906 wurden noch 101 Personen gezählt), wurden seit Beginn der 1990er Jahre nur noch geringe Schwankungen verzeichnet.

## Wirtschaft und Infrastruktur
Lanans war bis weit ins 20. Jahrhundert hinein ein vorwiegend durch die Landwirtschaft (Ackerbau, Obstbau und Viehzucht) und die Forstwirtschaft geprägtes Dorf. Daneben gibt es heute einige Betriebe des lokalen Kleingewerbes, unter anderem ein Unternehmen des Transportgewerbes. Viele Erwerbstätige sind auch Wegpendler, die in den größeren Ortschaften der Umgebung ihrer Arbeit nachgehen.
Die Ortschaft liegt abseits der größeren Durchgangsstraßen an einer Departementsstraße, die von Besançon nach Sancey-le-Grand führt. Weitere Straßenverbindungen bestehen mit Ouvans, Cusance und Montivernage.